# Parchal
Parchal is een plaats (freguesia) in de Portugese gemeente Lagoa en telt 3378 inwoners (2001).